# Geavdnjajávri
Geavdnjajávri är en sjö i Bardu kommun i Troms fylke i Norge.
Geavdnjajávri ligger i Rohkunborri nationalpark, vilken inrättades 2011.
Sjön har en yta av 18,85 kvadratkilometer och ligger på 540 meters höjd över havet. Den har sitt utlopp till havet genom sjön Leinavatn, sjön Altevatnet, Barduelva och Målselva. 